# Attaque de l'hôpital militaire de Kaboul (2021)
Pour les articles homonymes, voir Attaque de l'hôpital militaire de Kaboul.
Ne doit pas être confondu avec Attaque de l'hôpital militaire de Kaboul (2017).
L'attaque de l'hôpital militaire de Kaboul est un attentat perpétré le 2 novembre 2021 contre l'hôpital militaire Daoud Khan à Kaboul, en Afghanistan. Menée par un kamikaze et plusieurs hommes armés, l'attaque a fait officiellement vingt-cinq morts et cinquante blessés, les talibans sont soupçonnés de ne pas divulguer le vrai bilan. L'État islamique a revendiqué l'assaut.

## Attentat
L'attentat a eu lieu le 2 novembre 2021 à l'hôpital militaire de Kaboul, selon un responsable Taliban, un premier kamikaze à moto a déclenché sa charge d'explosifs à l'entrée du complexe médico-militaire, suivi par un assaut de plusieurs assaillants, selon le porte parole de l'émirat islamique d'Afghanistan l'attaque a été contenu et les terroristes tués en 15 minutes. Tous les assaillants auraient été abattus dans la cour grâce à un hélicoptère sans que les terroristes ne puissent s'engouffrer dans l'hôpital.
Toujours selon le porte parole de l'émirat islamique d'Afghanistan, Zabihullah Mujahid, le bilan définitif de l'attaque est de cinq terroristes abattus (dont le kamikaze), un taliban tué et cinq blessés, et quatre civils tués et blessés. Le premier bilan est très certainement sous-estimé.
Un autre responsable de la sécurité talibane, s'exprimant sous le couvert de l'anonymat, a déclaré quant à lui qu'au cours de l'assaut, au moins 25 personnes avaient été tuées et plus de 50 blessées, mais que le bilan n'était pas définitif.
Parmi les morts figurait Mawlawi Hamdullah Mukhlis, chef du corps militaire et de la sécurité de Kaboul, ancien gouverneur fantôme dans la province de Paktika et de Khost, commandant du bataillon des forces spéciales Badri 313, commandant de renom chez les  Haqqani, et l'un des premiers haut commandants talibans à entrer dans le palais présidentiel abandonné lors de la chute de la ville, ont déclaré des responsables talibans.
Selon RFI, sur les réseaux sociaux, des témoins publient des vidéos saisissantes. On y voit des personnes dans les étages supérieurs, tenir en équilibre contre la paroi de l’hôpital après être sorti des chambres par les fenêtres. Ils se cachent des assaillants qui ont réussi à pénétrer dans les locaux.
Pour la première fois depuis la chute de l'ancien gouvernement, les talibans ont utilisé un hélicoptère capturé lors de la prise de Kaboul pour attaquer l'hôpital militaire ou les assaillants était retrancher .
Selon un autre responsable taliban interrogée par l'Agence France-Presse sous couvert d'anonymat, l'attaque a duré plus de trois heures, de nombreuses personnes ont été tués et blessés, le bilan pourrait très certainement s'alourdir dans les heures à venir, le témoignage de ce responsable contredit la version officielle de l'émirat islamique d'Afghanistan concernant le nombre de morts et la durée de l'attentat.
L'organisation État islamique (EI) revendiquera finalement l'attaque dans la soirée du 2 au 3 novembre 2021, dans la revendication, le groupe terroriste « affirme que « cinq combattants de l’EI ont mené des attaques simultanées et coordonnées » sur l'hôpital Sardar Mohammad Daoud Khan. Un jihadiste a moto a activé ses explosifs à l’entrée de l’hôpital avant que d’autres n’entrent dans le bâtiment et n’ouvrent le feu, ajoute le groupe ». Tous les assaillants ont été abattus par les forces talibanes après plusieurs heures d'affrontement .
Selon le groupe djihadiste, lorsque les renforts sont arrivés une voiture piégée stationnée préalablement a été déclenchée, alourdissant le bilan. Le groupe n'a pas donné de bilan précis pour l'instant mais parle de plusieurs dizaines de talibans tués dont un haut commandant. Le groupe publiera la photo des assaillants quelques jours plus tard, et confirmera la présence de 5 assaillants seulement contrairement aux affirmations des talibans ,.
Le porte parole des talibans, Zabihullah Mujahid, déclarera le 3 novembre 2021 que le bilan définitif de l'attaque est de sept personne tués dont trois talibans. Le groupe n'a pas confirmé la mort du commandant Haqqani Mawlawi Hamdoullah malgré les photos de son cadavre publié sur internet et de la confirmation de sa mort par ses proches. Le bilan de l'attaque est selon plusieurs chercheurs beaucoup plus élevés que vingt cinq décès .